# Горско-Село
Горско-Село (болг. Горско село) — село в Болгарии. Находится в Тырговиштской области, входит в общину Омуртаг. Население составляет 150 человек (2022).

## Политическая ситуация
В местном кметстве Горско-Село, в состав которого входит Горско-Село, должность кмета (старосты) исполняет Бехчет Мустафов Мехмедов (Движение за права и свободы (ДПС)) по результатам выборов.
Кмет (мэр) общины Омуртаг — Неждет Джевдет Шабан Движение за права и свободы (ДПС)) по результатам выборов.